# HLB-Wert
HLB-Wert (HLB steht für engl. hydrophilic-lipophilic balance) beschreibt in der Chemie den hydrophilen und lipophilen Anteil von  hauptsächlich nichtionischen Tensiden und wurde 1954 von W. C. Griffin vorgeschlagen.

## Methode nach Griffin
| HLB-Werte und Verwendung | HLB-Werte und Verwendung | HLB-Werte und Verwendung      |
| HLB-Wert                 | Verwendung               | Mischbarkeit mit H2O          |
| ------------------------ | ------------------------ | ----------------------------- |
| 1,5 bis 3                | Entschäumer              | unlöslich                     |
| 3 bis 8                  | für W/O-Emulsionen       | milchig beim Rühren           |
| 7 bis 9                  | Netzmittel               |                               |
| 8 bis 18                 | für O/W-Emulsionen       | stabile (milchige) Emulsion   |
| 13 bis 15                | Waschaktive Substanzen   | klare Emulsion / klare Lösung |
| 12 bis 18                | Lösungsvermittler        | klare Emulsion / klare Lösung |

HLB-Wert für nichtionische Tenside kann folgendermaßen berechnet werden:
{\displaystyle \mathrm {HLB=20\times \left(1-{\frac {M_{l}}{M}}\right)} }
wobei Ml die Molmasse des lipophilen Anteils eines Moleküls ist und M die Molmasse des gesamten Moleküls. Der Faktor 20 ist ein von Griffin frei ausgewählter Skalierungsfaktor. Es ergibt sich damit eine Skala von 0 bis 20. Ein HLB-Wert von 1 spricht für eine lipophile Verbindung, eine chemische Verbindung mit einem HLB-Wert von 20 hat einen hohen hydrophilen Anteil. Ein Wert zwischen 3 und 8 wird W/O-Emulgatoren zugeordnet, 8–18 O/W-Emulgatoren. Waschmittel haben HLB-Werte zwischen 13 und 15. Phospholipide haben einen Wert von 5 und Lysophosphatide 12–16.

## Methode nach Davies
Neben der Methode nach Griffin gibt es noch weitere Methoden, den HLB-Wert zu berechnen. Diese sind jedoch weit weniger gebräuchlich. Genannt sei hier nur die Methode nach Davies, der 1957 vorschlug, den HLB-Wert aus Zahlenwerten für die einzelnen chemischen Gruppen eines Moleküls zu berechnen. Vorteil dieser Methode ist die höhere Gewichtung stark wechselwirkender Gruppen gegenüber weniger wechselwirkenden. Außerdem lässt sich so der HLB-Wert für kationische und anionische Tenside definieren. Nach Davies berechnet sich der HLB-Wert so:
{\displaystyle \mathrm {HLB\ =\ 7\ +\ m\cdot \ H_{h}\ -\ n\cdot \ H_{l}} }
mit:
m: Anzahl hydrophiler Gruppen im Molekül
Hh: Wert der hydrophilen Gruppe
n: Anzahl lipophiler Gruppen im Molekül
Hl: Wert der lipophilen Gruppe